# Kurt Glockzin
Kurt Glockzin (* 1953) ist ein deutscher Schauspieler, Hörbuch- und Hörspielsprecher.

## Leben
Aufgewachsen in Kassel mit seinem Zwillingsbruder Ludwig-Christian Glockzin, der auch Schauspieler ist, und zwei älteren Geschwistern studierte er nach dem Abitur Erziehungswissenschaften 
an der Philipps-Universität Marburg. Als Diplom-Pädagoge arbeitete er in verschiedensten sozialen Einrichtungen, bevor er 1979 bei Hildburg Frese in Hamburg eine Schauspielausbildung begann.
Stationen seiner Theaterlaufbahn waren Hamburg, Würzburg, Hannover, Berlin 
und von 1985 bis 1995 das Theater Dortmund. Seither ist er freiberuflich tätig. 
Er spielte mehrfach am Theater im Zimmer in Hamburg bei Gerda Gmelin, von 1997 bis 2003 
auch im Hamburger Jedermann von Michael Batz 
beim HamburgArtEnsemble.
Seit 1994 steht er auch immer wieder vor der Kamera, arbeitete u. a. mit 
Evelyn Hamann, Rosel Zech, Ulrich Mühe, Vadim Glowna,
Jan-Gregor Kremp, Benno Fürmann, Kaspar Heidelbach und Niki Stein
zusammen.
2008 spielte er die männliche deutsche Hauptrolle in dem russischen Kinofilm „By the sea“, 
einer Komödie.
Seine Tätigkeit als Sprecher umfasst u. a. das Einlesen von Hörbüchern und die Mitwirkung bei Hörspielen bis hin zu Computergames.
Seit 2004 ist er außerdem als Dozent für Szenische Darstellung und Sprechtechnik an der SängerAkademie Hamburg tätig.
Mit der Geburt seiner Tochter 1998 wurde Hamburg wieder zu seinem Lebensmittelpunkt.

## Filmografie
- 1986: Lenz oder die Freiheit
- 1998: Der kleine Dachschaden
- 1999: Tatort: Drei Affen
- 2005: Einsatz in Hamburg – Superzahl: Mord
- 2008: Notruf Hafenkante (Fernsehserie, Folge Überraschende Begegnung)
- 2009: Na more (На море!, Russland)